# ایزابل یاکوبو
ایزابل یاکوبو (فرانسوی: Isabelle Yacoubou‎؛ زادهٔ ۲۱ آوریل ۱۹۸۶) بازیکن بسکتبال اهل فرانسه است.
وی در مسابقات کشوری و بین‌المللی در مجموع برندهٔ ۱ مدال طلا، ۳ مدال نقره، ۱ مدال برنز شده‌است.